# Gelderland (Schiff, 1900)
Die Gelderland war ein Geschützter Kreuzer (Pantserdekschepen) der Holland-Klasse der niederländischen Koninklijke Marine.
Ihre Schwesterschiffe waren Holland, Zeeland, Friesland, Noordbrabant und Utrecht.

## Geschichte

### Einsatz
Die Gelderland galt bereits während des Ersten Weltkrieges als veraltet und diente als Ausbildungsschiff für Kadetten und Bootsleute. Nach dem Ersten Weltkrieg wurde das Schiff in der niederländischen Marine als Artillerieschulschiff verwendet.
Im August 1939 wurde die Gelderland außer Dienst gestellt, die Bewaffnung ausgebaut und das Schiff in Den Helder aufgelegt.

### Kriegsbeute
Dort wurde es im Mai 1940 von den einmarschierenden deutschen Truppen erbeutet. Die Gelderland wurde in die deutsche Kriegsmarine übernommen und in Niobe umbenannt. Zwischen 1941 und 1944 wurde sie als Schulschiff eingesetzt. Dann wurde sie zuerst bei C. van der Giessen & Zonen in Krimpen aan den IJssel, später in Elbing zu einer schwimmenden Fla-Batterie umgebaut.
Nach der Wiederindienststellung am 1. März 1944 begann der Einsatz als Flakschiff unter dem Namen Niobe. Als Hauptaufgabe war der Schutz deutscher Geleitzüge in der Nordsee vorgesehen.

### Versenkung

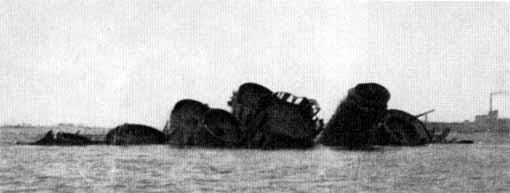
Die Niobe nach dem sowjetischen Luftangriff

Die Niobe wurde zur Verteidigung der schweren sowjetischen Luftangriffen ausgesetzten finnischen Stadt Kotka südlich der Stadt im Finnischen Meerbusen vor der Küste stationiert. Dort wurde sie, nur vier Monate später, am 16. Juli 1944, von 131 Maschinen verschiedener Typen der sowjetischen Seefliegerkräfte angegriffen und versenkt.
Die Niobe stellte vor der Küste Kotkas eine Bedrohung für die durch die sowjetischen Luftstreitkräfte durchgeführten Bombardierungen Kotkas dar. Die Aufgabe des Küstenschutzes wurde auch durch das finnische Küstenpanzerschiff Väinämöinen sichergestellt, dem eigentlich der Angriff gegolten hatte und mit dem die Niobe verwechselt worden war.
Der Angriff wurde durch Luftstreitkräfte der Baltischen Rotbannerflotte ausgeführt und war der größte, den diese Einheit während des Zweiten Weltkrieges auf ein einzelnes Ziel durchführte. Der Angriff wurde vom Kommandierenden General der sowjetischen Luftstreitkräfte der Seekriegsflotte (WWS-WMF), S. F. Schaworonkow, und dem Volkskommissar der sowjetischen Marine, Admiral N. G. Kusnezow, geplant und unter dem Kommando von Oberstleutnant W. I. Rakow vom 12. Garde-Sturzkampfbombenflieger-Regiment (12. Gw BAP) durchgeführt.
Beteiligt waren insgesamt 131 Flugzeuge, dazu gehörten:
- 28 Petljakow Pe-2 vom 12. Garde-Sturzkampfbombenflieger-Regiment (12. Gw BAP) unter Oberstleutnant W.I. Rakow
- 4 Douglas A-20 Havoc (aus dem Waffenhilfeabkommen zwischen den Westalliierten und der Sowjetunion) vom 51. Minen-Torpedoflieger-Regiment (51. MTAP) unter Führung von Oberstleutnant I.N. Ponomarenko,
- 23 Iljuschin Il-2 vom 47. Schlachtflieger-Regiment (47. SchAP) unter Oberstleutnant N.G. Stepanjan

sowie für den Jagdschutz:
- 16 Flugzeuge der Typen Lawotschkin La-5 und Jakowlew Jak-3 des 1. Garde-Jagdflieger-Regiments (1. Gw IAP)
- 24 Lawotschkin LaGG-3 vom 9. und 11. Jagdflieger-Regiment (9.IAP, 11.IAP)[2]
- 30 Jakowlew Jak-9 des 21. Jagdflieger-Regimentes (21.IAP)
- 6 Jakowlew Jak-9 vom 15. Selbstständigen Aufklärungsfliegerregiment (15.ORAP)

Die Niobe wurde am 16. Juli 1944 von Aufklärungsflugzeugen entdeckt und fälschlicherweise als die finnische Väinämöinen identifiziert. Der erste Angriff wurde von den 23 Il-2 des 47. SchAP ausgeführt, die Niobe konnte jedoch allen Bomben ausweichen. Der nächste Angriff wurde durch die 28 Pe-2 des 12. Gw.BAP in drei Wellen im Sturzflug durchgeführt, die ersten beiden Angriffswellen blieben erfolglos. Die dritte Angriffswelle hatte die Aufgabe, von einem gleichzeitig auf Meereshöhe durchgeführten Angriff durch die vier Havoc des 51. MTAP abzulenken. Jeder der Bomber griff mit einer 1000-kg-Bombe an. Die noch mit der Abwehr der Pe-2 beschäftigte Luftabwehr bemerkte den Anflug nicht und zwei der vier im Tiefflug abgeworfenen Bomben trafen den Schiffsrumpf der Niobe unterhalb der Wasserlinie, die Explosion beschädigte das Schiff schwer und es begann sofort zu sinken. Beim Abdrehen wurden alle vier A-20 durch die Flak getroffen, nach sowjetischen Quellen kehrte keine mehr zu ihrem Ausgangsflugplatz zurück. Der gesamte Angriff hatte nur elf Minuten gedauert.
Drei Mitglieder der A-20-Besatzungen (Ponomarenko, Pawlow und posthum Tichomirow (abgeschossen)) sowie der die Operation leitende Oberstleutnant Rakow wurden für den erfolgreichen Angriff als Held der Sowjetunion ausgezeichnet. Bei der Versenkung wurden etwa 60 Seeleute getötet und 100 weitere verletzt.

## Verbleib
Auf Veranlassung der niederländischen Regierung, die nach dem Krieg wieder Eigentümer des Wracks war, wurde die Niobe 1953 gehoben und vor Ort verschrottet.